# Technopol
Cet article possède un paronyme, voir Technopol.
Technopol est une association créée pour la défense, la reconnaissance et la promotion des Cultures, des Arts et des Musiques Électroniques issues de la house et de la techno. Elle fut fondée en 1996 à la suite de l'annulation de la soirée Polaris en février 1996 à Lyon par les artistes, techniciens et publics choqués par cette annulation abusive.
Composée d'organisateurs d'évènements, de labels, de médias et d'artistes de la scène électronique, Technopol a notamment mis en place un système de conseil et d'aide juridique à l'organisation de soirées et est intervenue à plusieurs reprises dans les cas d'abus de pouvoir. Technopol a ainsi remporté sa première victoire juridique en janvier 1997. Le tribunal administratif de Marseille a en effet jugé illégale en première instance l'interdiction des manifestations musicales « raves parties » à la suite de l'arrêté pris par la mairie d'Avignon le 13 mai 1996. En 2002, Technopol a contesté auprès du Conseil d'État le décret d'application de l'article issu de l'amendement Mariani de la Loi Sécurité Quotidienne au motif que le décret imposait un régime d'autorisation des manifestations (celles en dehors du champ de l'ordonnance de 1945) et non de déclaration, comme l'affirmait le Gouvernement.

## La Techno Parade et la Paris Electronic Week
Technopol organise la Techno Parade à Paris depuis son lancement le 19 septembre 1998 afin de promouvoir et de populariser les musiques électroniques. Créée sur le modèle de la Love Parade de Berlin, elle est au départ une initiative de Jack Lang alors ministre de la Culture. Elle avait alors rassemblé 36 chars et plus de 200 000 participants.
Elle devient la plus grosse manifestation de la culture techno et des musiques électroniques en France, rassemblant en moyenne 400 000 personnes durant un après-midi de défilé musical dans les rues de Paris.
Depuis sa première édition, la Techno Parade a beaucoup évolué. Aujourd’hui complètement appropriée par le grand public, elle est devenue l’occasion unique de faire la fête dans la rue au grand jour. Pour Technopol et pour tous ceux que l’association soutient et défend, la parade reste aussi et surtout le meilleur moyen de pression médiatique pour faire passer des messages aux pouvoirs publics.
Chaque année, un nouveau parcours dans les rues de Paris est proposé.
L'association organise en parallèle de la Techno Parade un festival consacré aux cultures électroniques, la Paris Electronic Week, auparavant appelé « Rendez-vous Électroniques » et « Semaine culturelle de la Techno Parade ».

## L'association
L'association Technopol est actuellement dirigée par Tommy Vaudecrane avec le soutien de son Conseil d'Administration et de son Bureau composé de Ziggy Hugot, Jakob Saulière et Elodie Vitalis. 
Comme toute association, Technopol fonctionne grâce à l'énergie de ses adhérents, de ses subventions et de recettes propres et est dirigée par le Conseil d'Administration, soit 14 personnes bénévoles qui se reposent totalement sur une équipe de permanents.
Technopol s'est beaucoup développée comme association. La production de la Techno Parade constitue quasiment les 3/4 du budget. Ses comptes sont validés par un commissaire aux comptes, afin de respecter le plan fiscal des associations et être éligible aux financements publics.

## Aide au développement des acteurs des musiques et cultures électroniques
Technopol apporte également son aide à la professionnalisation de la scène électronique en étant à l'écoute des acteurs de la scène, en réalisant un travail de promotion des mêmes acteurs auprès des organismes professionnels, des sociétés civiles, des sociétés de perception et de répartition des droits (SPRE, SACEM, ADAMI, etc.), de l'État et des collectivités territoriales. Technopol entreprend parfois des contentieux pour défendre des organisateurs de soirée ou attaquer un texte de loi jugé "liberticide", comme l'action en annulation auprès du Conseil d'État du décret d'application de l'article 53 de la Loi Sécurité Quotidienne, issue de l'amendement du député Mariani.
Les activités principales de Technopol pour aider au développement de la scène électronique sont les suivantes :
- Lobbying : défense de l’écosystème des cultures électroniques auprès des pouvoirs publics, institutions culturelles et organismes professionnels. Technopol travaille notamment à la reconnaissance du DJ comme artiste interprète.
- Médiation dans les dialogues entre organisateurs et pouvoirs publics.
- Réalisation d'enquêtes.
- Professionnalisation des acteurs des musiques et cultures électroniques à travers du conseil et de l'accompagnement de projets.
- Formation artistique et professionnelle (M.A.O, VJing, techniques de mix, mapping vidéo, organisation d'événements, etc.)

Technopol est une association citoyenne par la défense des libertés individuelles. En 2002, un recours auprès du Conseil d'État a été déposé pour attaquer le décret d'application du 3 mai 2002 de l'article 53 de la Loi Sécurité Quotidienne issu de l'amendement du député Thierry Mariani. Ce recours a été réalisé au motif que celui-ci instaure un régime d'autorisation des manifestations "à caractère festif" de plus de 250 personnes organisées par des particuliers. Ce décret avait l'objectif d'encadrer, voire de réduire grandement, les free parties. Technopol n'a pas agi pour défendre l'organisation de soirée ne respectant pas la Loi, mais pour défendre les libertés individuelles et collectives, surtout quand les dispositifs règlementaire et législatives suffisent. Le recours a été rejeté. 